# カト淳・あかおの遊viva!
カト淳・あかおの遊viva!（かとじゅんあかおのあそびば!）は2010年4月9日から2011年4月1日までRKB毎日放送（RKBラジオ）で放送されていた音楽番組である。

## 番組概要
かつて土曜日深夜に放送していた『夜のヒット情報』からリニューアルした格好で、加藤淳也・あかおかずのりのコンビによって番組を進行していた。
なお、『遊viva!』の終了によって、カト淳・あかおのコンビによる番組はRKBラジオからは姿を消した。

## 放送時間
- 金曜日 21:00～23:20（JST。『新音楽コンテンツ オキラク』の金曜日分として放送）

## パーソナリティ
- 加藤淳也
- あかおかずのり

## コーナー
- ネタ職人養成講座…夜のヒット情報から続くコーナー。テーマ「こんな○○は嫌だ!」など
- 誰かに伝えたいこの1曲…あかお・加藤が曲のうんちくを語りながら1曲OA
- ゲストコーナー…アーティストゲストを遊び場にご招待します
- 週刊あかお…あかおかずのりが気になったこと
- 明日は土曜日…独断と偏見で選んだ土曜日情報をお届け!